# Tuoheping Co
Tuoheping Co (kinesiska: 托和平错) är en sjö i Kina. Den ligger i den autonoma regionen Tibet, i den sydvästra delen av landet, omkring 910 kilometer nordväst om regionhuvudstaden Lhasa. Tuoheping Co ligger 5 021 meter över havet. Arean är 33 kvadratkilometer. Den sträcker sig 6,1 kilometer i nord-sydlig riktning, och 10,0 kilometer i öst-västlig riktning.
Genomsnittlig årsnederbörd är 150 millimeter. Den regnigaste månaden är augusti, med i genomsnitt 38 mm nederbörd, och den torraste är december, med 1 mm nederbörd.